# Нова Черна
Нова Черна е село в Североизточна България. Намира се в община Тутракан, област Силистра.

## География
Селото се намира на 40 км източно от Русе, посока Силистра. Лежи на път 21 от РПМ, и е на 15 км. преди гр.Тутракан. На 4 км северно от селото тече река Дунав

## История
Селото е основано от български изселници от румънското село Черна. От там идва и името му – Нова Черна.
Повече информация в книгата на новочерненския писател Пеню Владимиров Пенев „Нова Черна Перлата на Златна Добруджа“

## Културни и природни забележителности
Северно от селото, по поречието на Дунав, се намира защитената местност Калимок-Бръшлен и Биологична експериментална база „Калимок“. До селото е открита крепост от римско време и е наричана „Калето“.

## Редовни събития
- Съборът на селото е на 24 май.

Всяка година в началото на месец юни се провежда „OFFROAD НОВА ЧЕРНА“. Атрактивно състезание с високопроходими машини с тегло до 3.5т. Събитието е двудневно. като през първия ден е навигация по пътна карта, а вторият е движение по силно пресечена местност.